# Grande Prêmio do Barém de 2018
O Grande Prêmio do Barém de 2018 (formalmente denominado 2018 Formula 1 Gulf Air Bahrain Grand Prix) foi a segunda etapa da temporada de 2018 da Fórmula 1. Disputada em 8 de abril de 2018 no Circuito Internacional do Barém, Sakhir, Barém

## Relatório

### Treino Classificatório
Q1
A Ferrari dominou a parte inicial do treino desde os primeiros minutos. Apesar de usarem pneus macios (de banda amarela), Kimi Räikkönen e Sebastian Vettel fizeram os melhores tempos, e com boa vantagem para os demais pilotos, a maioria com compostos supermacios (vermelha), que é mais aderentes.
E foi neste instante que Max Verstappen cometeu um erro na entrada da curva 2, perdeu o carro e foi parar na barreira de pneus. Resultado, a bandeira vermelha já com quase cinco minutos para o fim. E um problemão para a Red Bull. E nessa muita gente perdeu a chance de boas voltas, entre eles Alonso, que não escondeu a irritação.
Depois da bandeira vermelha pela batida de Verstappen, começou nos minutos finais uma briga ferrenha pelas últimas vagas no Q2 e Fernando Alonso passou um enorme sufoco. No último minuto, o bicampeão estava em 15º lugar e muito ameaçado por Romain Grosjean, que ainda fazia sua última volta. Mas o francês da Haas errou na última curva e ficou apenas em 16º. Chamou a atenção o péssimo desempenho de Lance Stroll, último colocado com a Williams.
Eliminados: Romain Grosjean (Haas-Ferrari), Marcus Ericsson (Sauber), Sergey Sirotkin (Williams), Charles Leclerc (Sauber) e Lance Stroll (Williams)
Q2
A Ferrari voltou a começar melhor na segunda etapa do treino, com Vettel fazendo o melhor tempo do fim de semana na primeira tentativa (1m28s341), enquanto Räikkönen ficou 0s174 atrás. Mas Lewis Hamilton, que ficara apenas em quinto no Q1, se enfiou entre as duas Ferraris para ficar em segundo após a primeira rodada de voltas lançadas. Hamilton, por sinal, estrategicamente usou pneus macios (de faixa amarela) na sua melhor volta e vai utilizá-los na largada, ou seja, fará seu primeiro pit stop depois dos adversários.
Curiosamente, a exemplo do que havia acontecido no terceiro treino livre, Vettel teve um defletor lateral solto no meio da pista. De qualquer forma, as primeiras posições se mantiveram até o fim do Q2, com Bottas e Ricciardo completando o top5.
Na disputa pelas demais vagas na etapa decisiva do treino, quem decepcionou foi a McLaren. Tanto Fernando Alonso como Stoffel Vandoorne tiveram dificuldades com o equilíbrio dos carros, e o espanhol ficou apenas com a 13ª posição, uma à frente do belga. Já a Force India claramente evoluiu em relação à Austrália: Esteban Ocon avançou ao Q3 em décimo, dois postos à frente de Sergio Perez, que ainda teve falhas na recuperação de energia. A grande surpresa foi Pierre Gasly, classificado pela primeira vez na carreira ao Q3, em nono.
Eliminados: Brendon Hartley (Toro Rosso),Sergio Perez (Force India), Sergio Perez (Force India),Fernando Alonso (McLaren), Stoffel Vandoorne (McLaren) e Max Verstappen (Red Bull-TAG Heuer)
Q3
A primeira rodada de tentativas no Q3 voltou a ter domínio da Ferrari, com Raikkonen superando Vettel em 0s095. Hamilton ficou 0s096 à frente de Bottas na primeira volta lançada, enquanto Ricciardo ficou em quinto, à frente do surpreendente Gasly.
Na última tentativa, Vettel deu o troco em Raikkonen para sacramentar a primeira pole position da Ferrari na temporada 2018. O Homem de Gelo chegou a ser superado por Bottas, mas acabou na frente do compatriota na última volta lançada.

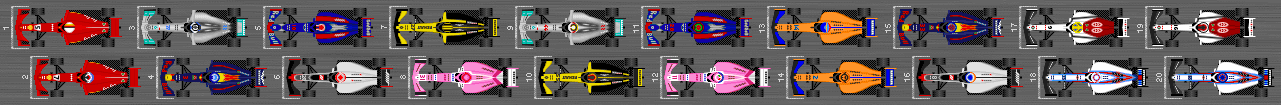
Grid de Largada

### Corrida
As luzes se apagaram no grid do Barém com um Sebastian Vettel largando muito bem da pole-position, mantendo, então, a primeira posição na curva 1. Enquanto isso, Valtteri Bottas aproveitou a melhor tração do lado limpo do grid e passou Kimi Räikkönen, por fora na primeira curva também, para assumir o segundo posto. Mais atrás, Pierre Gasly, partindo bem do quinto posto, já atacou Daniel Ricciardo – o australiano perdeu a colocação para o jovem francês da Toro Rosso, mas sua corrida também não duraria muito.  Abandonou logo na volta seguinte, com suspeita de falha de elétrica. 
Ainda sobre a largada, Lewis Hamilton, nono no grid, saiu muito mal e perdeu posição para um ótimo Fernando Alonso, que partiu bem demais do 13º posto para a nona colocação. Max Verstappen acompanhou a escalada e se colocou atrás do inglês da Mercedes. Momentos antes, Sergio Pérez foi tocado na primeira curva por Brendon Hartley e rodou, mas conseguiu voltar. O incidente, entretanto, pesou para o neozelandês, que tomou uma punição de 10s na sequência.
Enquanto Vettel, Bottas e Räikkönen escapavam lá na frente na segunda passagem, Hamilton se viu em apuros com Verstappen, que colocou a Red Bull por dentro da disputa da curva 1 para superar o britânico. O holandês até passou o tetracampeão, mas um toque entre os dois acabou saindo caro para Max. Um furo do pneu traseiro esquerdo o fez deixar a disputa ali mesmo – primeira vez, desde o GP da Itália de 2012, que a equipe austríaca abandona com os dois carros. Neste momento, a corrida entrou em safety-car virtual, exatamente por causa do problema com Ricciardo. O top-10 era formado por Vettel, Bottas, Räikkönen, Gasly, Kevin Magnussen, Esteban Ocon, Nico Hülkenberg, Fernando Alonso e Hamilton.
A prova voltou ao normal na quarta volta. O líder Vettel escapou na ponta, trazendo Bottas e Räikkönen. Mais atrás, Hamilton veio com mais ação e passou de uma vez só Alonso, Hülkenberg e Ocon. Uma belíssima manobra do tetracampeão. Mais à frente, Magnussen tentou tirar o quarto lugar de Gasly, mas o menino da Toro Rosso encarou o dinamarquês, que acabou fora da pista, inclusive.
A partir daí, Hamilton encontrou um ritmo mais forte de corrida e superou com facilidade tanto o piloto da Haas, quanto o gaulês, para assumir o quaro lugar. O inglês, então, tentava um jeito de alcançar o finlandês da Ferrari. Mais à frente, Vettel comandava a corrida sem qualquer ameaça de Bottas.
Os primeiros pit-stops começaram a partir da volta 12. Pérez, Charles Leclerc, Lance Stroll e Stoffel Vandoorne foram os primeiros a parar. Destes, apenas o belga da McLaren foi de macios. Stroll ousou e escolheu o supermacios. Entre os caras do top-10, Alonso foi o primeiro a ir aos boxes. E, diferente do companheiro de time, o espanhol escolheu os compostos médios – em uma clara indicação de apenas uma parada. Gasly veio na passagem 16. Pneus macios para o francês.
Três giros mais tarde, a Ferrari chamou Vettel para a troca de pneus. Bottas, então, assumiu a ponta. Räikkönen veio na sequência. Ambos mudaram para os compostos macios. Já a Mercedes decidiu pela mudança com Bottas na passagem seguinte. Mas o finlandês optou pelos médios. Com o pit-stop dos líderes, Hamilton assumiu a ponta. Apenas o inglês e o sueco Marcus Ericsson permaneciam sem paradas.
Dessa forma, a ordem da corrida estava da seguinte forma: Hamilton, Vettel, Bottas, Räikkönen, Gasly, Magnussen, Ericsson, Hülkenberg, Alonso, Vandoorne, Ocon, Pérez, Sainz, Grosjean, Leclerc, Hartley, Stroll e Sirotkin.
Andando muito mais rápido, Vettel (de macios e novos) não demorou para alcançar Hamilton (de macios e desgastados). A ultrapassagem veio na volta 26. Mais atrás, Bottas tinha bom ritmo com os médios - até mais veloz que o ferrarista - e vinha em terceiro, à frente de Räikkönen. E foi neste momento que a equipe alemã decidiu parar o carro de Lewis, mudando a estratégia. O britânico veio na volta 27 e mudou para os médios, retornando à pista em quarto - 17s atrás do líder ferrarista.
Aí a Mercedes começou a jogar com a tática, na tentativa de fazer Hamilton entrar na briga pelo pódio. Imediatamente após o pit-stop, o #44 começou a virar mais rápido que os adversários constantemente. A primeira volta veio em 1min34s126, enquanto Vettel andava em 1min34s953. Bottas, o segundo, vinha em 1min34s6. Mas o finlandês já tinha o compatriota muito próximo.
Mais atrás, a corrida acompanhava uma interessante disputa entre Magnussen, Grosjean e Ocon, que liderava o pelotão a partir do oitavo posto. Os dois companheiros de Haas quase tiveram um toque pouco antes do francês ir aos boxes. O dinamarquês não gostou da investida do colega e se queixou. Logo depois – após a parada de Grosjean -, Magnussen conseguiu passar o Ocon, para assumir o oitavo posto. Gasly, Hülkenberg e Alonso vinha à frente desse gripo, mas em um ritmo menos intenso.
Quando a prova alcançou na volta 36, a Ferrari chamou Räikkönen para os pits. A ideia era tentar cortar a tática da Mercedes, mas a parada foi desastrosa. O carro foi liberado antes do tempo, e Kimi acabou atingindo a perna do mecânico que ajudava na troca do pneu traseiro esquerdo. Com a roda solta, o finlandês teve de parar ao carro no pit-lane, abandonando a prova na sequência. O profissional ferido foi levado de imediato ao centro médico, com suspeita de fraturas na perna esquerda. O incidente foi parar na mesa dos comissários.
Na pista, a Ferrari matinha ainda Vettel na ponta, enquanto Hamilton vinha virando constantemente mais veloz. A diferença entre os dois rivais era de 11s. Mais atrás, Alonso decidiu fazer uma nova parada, agora mudando os compostos médios para os supermacios. A ordem com 42 voltas era: Vettel, Bottas, Hamilton, Gasly, Magnussen, Hülkenberg, Ericsson, Alonso, Vandoorne, Hartley, Grosjean, Sainz, Ocon, Pérez, Leclerc, Stroll e Sirotkin. 
Depois do incidente com o carro de Räikkönen, a corrida ganhou contornos dramáticos para a Ferrari na pista. Isso porque o time precisou mudar a tática, e optou por manter Vettel sem um segundo pit-stop. Assim, com pneus macios mais desgastados, Seb teve de tirar tudo nas voltas finais, porque Bottas chegou com grande ação, uma vez que Hamilton não teve como manter o ritmo forte de outrora.
No fim, o GP do Barém testemunhou uma intensa e tensa disputa entre Vettel e Bottas. Mas o tetracampeão levou a melhor e cruzou a linha de chegada para conquistar a segunda vitória da temporada 2018. O finlandês terminou mesmo em segundo, com Hamilton em terceiro.
Pierre Gasly ainda colocou a Toro Rosso Honda em quarto em uma prova consistente, logo à frente de Kevin Magnussen, Nico Hülkenberg, Fernando Alonso e Stoffel Vandoorne. Usando uma estratégia também diferente, Marcus Ericcson somou os dois primeiros pontos com a Sauber nesta nova fase de Alfa Romeo. Esteban Ocon ainda integrou o top-10.

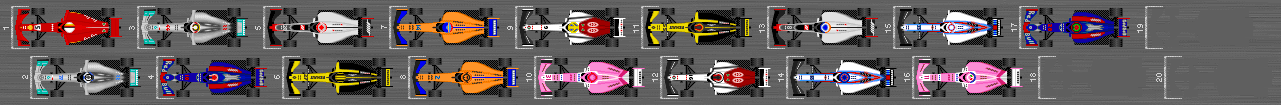
Resultado da corrida

## Pneus
| Nome do composto | Cor | Banda de rolamento | Condições de Tempo | Dry Type  | Aderência      | Longevidade   |
| ---------------- | --- | ------------------ | ------------------ | --------- | -------------- | ------------- |
| Super Macio      |     | Slick (P Zero)     | Seco               | Supersoft | Mais aderência | Menos durável |
| Macio            |     | Slick (P Zero)     | Seco               | Soft      | Médio          | Médio         |
| Médio            |     | Slick (P Zero)     | Seco               | Medium    | Médio          | Médio         |

| Escolhas de Pneus de cada piloto para o GP do Barém: | Escolhas de Pneus de cada piloto para o GP do Barém: | Escolhas de Pneus de cada piloto para o GP do Barém: | Escolhas de Pneus de cada piloto para o GP do Barém: | Escolhas de Pneus de cada piloto para o GP do Barém: | Escolhas de Pneus de cada piloto para o GP do Barém: |
| ---------------------------------------------------- | ---------------------------------------------------- | ---------------------------------------------------- | ---------------------------------------------------- | ---------------------------------------------------- | ---------------------------------------------------- |
| Nº                                                   | Pilotos                                              | Equipe(s)                                            | Medio                                                | Macio                                                | Super Macio                                          |
| 44                                                   | Lewis Hamilton                                       | Mercedes                                             | 2                                                    | 4                                                    | 7                                                    |
| 77                                                   | Valtteri Bottas                                      | Mercedes                                             | 1                                                    | 5                                                    | 7                                                    |
| 5                                                    | Sebastian Vettel                                     | Ferrari                                              | 2                                                    | 4                                                    | 7                                                    |
| 7                                                    | Kimi Räikkönen                                       | Ferrari                                              | 2                                                    | 4                                                    | 7                                                    |
| 3                                                    | Daniel Ricciardo                                     | Red Bull-TAG Heuer                                   | 2                                                    | 4                                                    | 7                                                    |
| 33                                                   | Max Verstappen                                       | Red Bull-TAG Heuer                                   | 2                                                    | 4                                                    | 7                                                    |
| 11                                                   | Sergio Pérez                                         | Force India-Mercedes                                 | 2                                                    | 3                                                    | 8                                                    |
| 31                                                   | Esteban Ocon                                         | Force India-Mercedes                                 | 2                                                    | 3                                                    | 8                                                    |
| 18                                                   | Lance Stroll                                         | Williams-Mercedes                                    | 1                                                    | 5                                                    | 7                                                    |
| 35                                                   | Sergey Sirotkin                                      | Williams-Mercedes                                    | 2                                                    | 4                                                    | 7                                                    |
| 55                                                   | Carlos Sainz Jr.                                     | Renault                                              | 2                                                    | 3                                                    | 8                                                    |
| 27                                                   | Nico Hülkenberg                                      | Renault                                              | 2                                                    | 3                                                    | 8                                                    |
| 10                                                   | Pierre Gasly                                         | Toro Rosso-Honda                                     | 1                                                    | 5                                                    | 7                                                    |
| 28                                                   | Brendon Hartley                                      | Toro Rosso-Honda                                     | 2                                                    | 4                                                    | 7                                                    |
| 8                                                    | Romain Grosjean                                      | Haas-Ferrari                                         | 2                                                    | 3                                                    | 8                                                    |
| 20                                                   | Kevin Magnussen                                      | Haas-Ferrari                                         | 1                                                    | 4                                                    | 8                                                    |
| 14                                                   | Fernando Alonso                                      | McLaren-Renault                                      | 1                                                    | 3                                                    | 9                                                    |
| 2                                                    | Stoffel Vandoorne                                    | McLaren-Renault                                      | 1                                                    | 3                                                    | 9                                                    |
| 9                                                    | Marcus Ericsson                                      | Sauber-Ferrari                                       | 3                                                    | 3                                                    | 7                                                    |
| 16                                                   | Charles Leclerc                                      | Sauber-Ferrari                                       | 2                                                    | 4                                                    | 7                                                    |

## Resultados

### Treino Classificatório
| Pos.                    | Nº | Piloto            | Construtor           | Q1       | Q2        | Q3       | Grid |
| ----------------------- | -- | ----------------- | -------------------- | -------- | --------- | -------- | ---- |
| 1                       | 5  | Sebastian Vettel  | Ferrari              | 1:29.060 | 1:28.341  | 1:27.958 | 1    |
| 2                       | 7  | Kimi Räikkönen    | Ferrari              | 1:28.951 | 1:28.515  | 1:28.101 | 2    |
| 3                       | 77 | Valtteri Bottas   | Mercedes             | 1:29.275 | 1:28.794  | 1:28.124 | 3    |
| 4                       | 44 | Lewis Hamilton    | Mercedes             | 1:29.396 | 1:28.458  | 1:28.220 | 91   |
| 5                       | 3  | Daniel Ricciardo  | Red Bull-TAG Heuer   | 1:29.552 | 1:28.962  | 1:28.398 | 4    |
| 6                       | 10 | Pierre Gasly      | Toro Rosso-Honda     | 1:30.121 | 1:29.836  | 1:29.329 | 5    |
| 7                       | 20 | Kevin Magnussen   | Haas-Ferrari         | 1:29.594 | 1:29.623  | 1:29.358 | 6    |
| 8                       | 27 | Nico Hülkenberg   | Renault              | 1:30.260 | 1:29.187  | 1:29.570 | 7    |
| 9                       | 31 | Esteban Ocon      | Force India-Mercedes | 1:30.338 | 1:30.009  | 1:29.874 | 8    |
| 10                      | 55 | Carlos Sainz Jr.  | Renault              | 1:29.893 | 1:29.802  | 1:29.986 | 10   |
| 11                      | 28 | Brendon Hartley   | Toro Rosso-Honda     | 1:30.412 | 1:30.105  | —        | 11   |
| 12                      | 11 | Sergio Pérez      | Force India-Mercedes | 1:30.218 | 1:30.156  | —        | 12   |
| 13                      | 14 | Fernando Alonso   | McLaren-Renault      | 1:30.530 | 1:30.212  | —        | 13   |
| 14                      | 2  | Stoffel Vandoorne | McLaren-Renault      | 1:30.479 | 1:30.525  | —        | 14   |
| 15                      | 33 | Max Verstappen    | Red Bull-TAG Heuer   | 1:29.374 | Sem Tempo | —        | 15   |
| 16                      | 8  | Romain Grosjean   | Haas-Ferrari         | 1:30.530 | —         | —        | 16   |
| 17                      | 9  | Marcus Ericsson   | Sauber-Ferrari       | 1:31.063 | —         | —        | 17   |
| 18                      | 35 | Sergey Sirotkin   | Williams-Mercedes    | 1:31.414 | —         | —        | 18   |
| 19                      | 16 | Charles Leclerc   | Sauber-Ferrari       | 1:31.420 | —         | —        | 19   |
| 20                      | 18 | Lance Stroll      | Williams-Mercedes    | 1:31.503 | —         | —        | 20   |
| Tempo dos 107%:1:35.177 |    |                   |                      |          |           |          |      |
| Fonte:                  |    |                   |                      |          |           |          |      |

Notas
- ↑1  – Lewis Hamilton perdeu 5 posições por troca de câmbio.

### Corrida
| Pos.   | Nu. | Piloto            | Construtor           | Voltas | Tempo/Retirado | Grid | Pontos |
| ------ | --- | ----------------- | -------------------- | ------ | -------------- | ---- | ------ |
| 1      | 5   | Sebastian Vettel  | Ferrari              | 57     | 1:32:01.940    | 1    | 25     |
| 2      | 77  | Valtteri Bottas   | Mercedes             | 57     | +0.699         | 3    | 18     |
| 3      | 44  | Lewis Hamilton    | Mercedes             | 57     | +6.512         | 9    | 15     |
| 4      | 10  | Pierre Gasly      | Toro Rosso-Honda     | 57     | +1:02.234      | 7    | 12     |
| 5      | 20  | Kevin Magnussen   | Haas-Ferrari         | 57     | +1:15.046      | 7    | 10     |
| 6      | 27  | Nico Hülkenberg   | Renault              | 57     | +1:39.024      | 8    | 8      |
| 7      | 14  | Fernando Alonso   | McLaren-Renault      | 56     | +1 Volta       | 13   | 6      |
| 8      | 2   | Stoffel Vandoorne | McLaren-Renault      | 56     | +1 Volta       | 14   | 4      |
| 9      | 9   | Marcus Ericsson   | Sauber-Ferrari       | 56     | +1 Volta       | 17   | 2      |
| 10     | 31  | Esteban Ocon      | Force India-Mercedes | 56     | +1 Volta       | 9    | 1      |
| 11     | 55  | Carlos Sainz Jr.  | Renault              | 56     | +1 Volta       | 10   |        |
| 12     | 16  | Charles Leclerc   | Sauber-Ferrari       | 56     | +1 Volta       | 20   |        |
| 13     | 8   | Romain Grosjean   | Haas-Ferrari         | 56     | +1 Volta       | 18   |        |
| 14     | 18  | Lance Stroll      | Williams-Mercedes    | 56     | +1 Volta       | 12   |        |
| 15     | 35  | Sergey Sirotkin   | Williams-Mercedes    | 56     | +1 Volta       | 11   |        |
| 16     | 11  | Sergio Pérez      | Force India-Mercedes | 56     | +1 Volta1      | 19   |        |
| 17     | 28  | Brendon Hartley   | Toro Rosso-Honda     | 56     | +1 Volta2      | 16   |        |
| Ret    | 7   | Kimi Räikkönen    | Ferrari              | 35     | Pneu           | 2    |        |
| Ret    | 33  | Max Verstappen    | Red Bull-TAG Heuer   | 3      | Câmbio         | 15   |        |
| Ret    | 3   | Daniel Ricciardo  | Red Bull-TAG Heuer   | 1      | Eletrico       | 4    |        |
| Fonte: |     |                   |                      |        |                |      |        |

Notas
↑1  - Sergio Pérez (Force India-Mercedes) recebeu 30 segundos de penalidade no tempo após um incidente durante a volta de formação no circuito de Sakhir, Pérez ultrapassou Hartley e não deixou o neozelandês passar novamente, antes do fim da linha do Safety Car.
↑2  - Brendon Hartley (Toro Rosso-Honda) recebeu 30 segundos de penalidade no tempo por não repassar Pérez durante a formação.

## Curiosidade
- Sebastian Vettel faz a sua corrida de número 200 da carreira na Fórmula 1.
- Primeiros pontos de Pierre Gasly.
- Depois de duas temporadas sem pontuar, Marcus Ericsson voltou a pontuar desde o Grande Prêmio da Itália de 2015.

## Voltas na Liderança
- Commons

| Nº de Voltas | Piloto           | Voltas       |
| ------------ | ---------------- | ------------ |
| 47           | Sebastian Vettel | 1-17 e 26-57 |
| 3            | Valtteri Bottas  | 18-20        |
| 4            | Lewis Hamilton   | 21-25        |

## 2018DHLFastest Pit Stop Award

### Resultado
| 1      | 5  | Sebastian Vettel  | Ferrari              | 2.24 | 25 |
| 2      | 35 | Sergey Sirotkin   | Williams-Mercedes    | 2.40 | 18 |
| 3      | 44 | Lewis Hamilton    | Mercedes             | 2.53 | 15 |
| 4      | 27 | Nico Hülkenberg   | Renault              | 2.68 | 12 |
| 5      | 31 | Esteban Ocon      | Force India-Mercedes | 2.68 | 10 |
| 6      | 11 | Sergio Pérez      | Force India-Mercedes | 2.87 | 8  |
| 7      | 16 | Charles Leclerc   | Sauber-Ferrari       | 2.98 | 6  |
| 8      | 7  | Kimi Räikkönen    | Ferrari              | 2.99 | 4  |
| 9      | 2  | Stoffel Vandoorne | McLaren-Renault      | 3.01 | 2  |
| 10     | 20 | Kevin Magnussen   | Haas-Ferrari         | 3.02 | 1  |
| Fonte: |    |                   |                      |      |    |

### Classificação
| Tabela do DHL Fastest Pit Stop Award \| Pos \| Construtor \| Pontos \| Var \| \| --- \| -------------------- \| ------ \| ------- \| \| 1 \| Ferrari \| 51 \| 1 \| \| 2 \| Red Bull-TAG Heuer \| 40 \| 1 \| \| 3 \| Williams-Mercedes \| 30 \| Estável \| \| 4 \| Force India-Mercedes \| 20 \| 3 \| \| 5 \| Mercedes \| 16 \| 3 \| \| 6 \| Sauber-Ferrari \| 12 \| Estável \| \| 6 \| Renault \| 12 \| 4 \| \| 8 \| Haas-Ferrari \| 11 \| 4 \| \| 9 \| Toro Rosso-Honda \| 8 \| 4 \| \| 10 \| McLaren-Renault \| 2 \| 1 \| |                      |        |         |
| Pos | Construtor           | Pontos | Var     |
| 1 | Ferrari              | 51     | 1       |
| 2 | Red Bull-TAG Heuer   | 40     | 1       |
| 3 | Williams-Mercedes    | 30     | Estável |
| 4 | Force India-Mercedes | 20     | 3       |
| 5 | Mercedes             | 16     | 3       |
| 6 | Sauber-Ferrari       | 12     | Estável |
| 6 | Renault              | 12     | 4       |
| 8 | Haas-Ferrari         | 11     | 4       |
| 9 | Toro Rosso-Honda     | 8      | 4       |
| 10 | McLaren-Renault      | 2      | 1       |

## Tabela do campeonato após a corrida
Somente as cinco primeiras posições estão incluídas nas tabelas.
| Pos | Piloto           | Pontos | Var     |
| --- | ---------------- | ------ | ------- |
| 1   | Sebastian Vettel | 50     | Estável |
| 2   | Lewis Hamilton   | 33     | Estável |
| 3   | Valtteri Bottas  | 22     | 5       |
| 5   | Fernando Alonso  | 16     | 1       |
| 3   | Kimi Räikkönen   | 15     | 1       |

| Pos | Construtor         | Pontos | Var     |
| --- | ------------------ | ------ | ------- |
| 1   | Ferrari            | 65     | Estável |
| 2   | Mercedes           | 55     | Estável |
| 3   | McLaren-Renault    | 22     | 1       |
| 4   | Red Bull-TAG Heuer | 20     | 1       |
| 5   | Renault            | 15     | Estável |